# Вільгельм Йорген Бергзое
Вільгельм Йорген Бергзое (дан. Vilhelm Jørgen Bergsøe; 8 лютого 1835, Копенгаген — 26 червня 1911, Копенгаген) — данський письменник, поет, натураліст, нумізмат. Представник пізнього романтизму.

## Життєпис
Народився в сім'ї Карла Вільгельма Бергзое, керівника Royal Copenhagen, данської Королівської порцелянової мануфактури. Брат художника Йогана Фрідріха (1841—1897) і священика, нумізмата Софуса Андреаса Бергзое (1838—1896).
Вивчав спершу медицину в Копенгагенському університеті, потім природничі науки, особливо зоологію.
1862 року вирушив до Італії для ознайомлення з фауною Середземного моря.
Після повернення опублікував монографію «Philichthys Xiphiae» (Копенгаген, 1864) та «Ueber die ital. Tarantel und den Tarantismus im Mittelalter und in neuerer Zeit» (Копенгаген, 1865).
Від посилених занять мікроскопією тимчасово осліп. Захворювання очей змусило Вільгельма Бергзое повністю відмовитися від кар'єри зоолога. Під час вимушеної бездіяльності він присвятив себе літературній діяльності, створив низку новел під заголовком «Fra Piazza del Popolo» (1866, 4 вид. 1880), за якою вийшли роман «Стара фабрика» (1869, 3 вид., 1879), «Чарівна історія», видав дві збірки віршів «Від часу до часу» (1867), «О́брази й квіти».
Автор кількох оповідань, романів та автобіографічних робіт, зокрема роману в листах — «У Сабінських горах» (I Sabinerbjergene") (1871), збірки віршів: «Hjemvee» (1872) і «Blomstervignetter» (1873), оповідання «Bruden fra Rörvig» (1872), збірки новел «Gjengangerfortällinger» (1873) і «Italienske Noveller» (1874).
Навесні 1872 року знову побував в Італії, щоб на місці скористатися матеріалом, необхідним для закінчення капітальної праці — «Rom under Pius IX» (в 10 т., Копенгаген, 1874—1875), в якій Вічне місто зображено вогнищем ультрамонтанства і В Sabine 1-2, (2 т. 1871).
Йому належить один із перших данських науково-фантастичних творів Flyfefiskken «Prometheus» (1876), а також збірка історій про привидів Gjenganger Narratives (1871).
За оцінкою ЕСБЕ романи В. Бергзое написані прекрасною мовою, свідчать про палку уяву, значну спостережливість і оригінальність автора. Його стиль жвавий і захопливий, перші два романи популярні нині, їх вважають данською класикою.

## Нагороди
- Кавалер ордена Данеброг.